# Besana in Brianza
Besana in Brianza település Olaszországban, Lombardia régióban, Monza e Brianza megyében. Lakosainak száma 15 394 fő (2023. január 1.). Besana in Brianza Briosco, Carate Brianza, Casatenovo, Correzzana, Monticello Brianza, Renate és Triuggio községekkel határos.

## Népesség
A település népességének változása:
| Lakosok száma | 15 576 | 15 489 | 15 573 | 15 394 |
|               | 2013   | 2017   | 2018   | 2023   |